# Parilyrgis
Parilyrgis is een geslacht van vlinders van de familie spinneruilen (Erebidae), uit de onderfamilie Calpinae.

## Soorten
- P. bisinuata Hampson, 1926
- P. brunneata Bethune-Baker, 1908
- P. concolor Bethune-Baker, 1908
- P. intacta Hampson, 1926
- P. longirostris Hampson, 1926
- P. perfumida Hampson, 1926
- P. tacta Holland, 1900